# 連動結構
連動結構（英語：serial verb construction）是一種常見於非洲、亞洲和新幾內亞語言的語法現象，和從屬結構這種其中一個句子從屬於另一個句子的結構不同的是，在連動結構中，兩個或多個動詞在同一個句子中並列，沒有任何一方從屬於另一方。

## 連動結構示例
以下範例來自努培語
(1)
| Asakura bé lá èbi. |    |    |      |
| Asakura            | bé | lá | èbi. |
| 朝倉               | 來 | 拿 | 刀   |
| 朝倉來拿刀         |    |    |      |

連動結構有以下特點：
(i) 動詞串列中的每個動詞其主詞都相同
(ii) 不同動詞的主詞一致常交叉指涉(cross-reference)。
以下是來自巴瑞語的例子：
(2)
| nu-takasã nu-dúmaka |               |
| nu-takasã           | nu-dúmaka     |
| 一人稱單數-騙       | 一人稱單數-睡 |
| 我在裝睡            |               |

在其他例子中，句子只有一個主詞，但由兩個動詞共享，以下為來自約魯巴語的範例：
(3)
| ó mú ìwé wá |    |     |    |
| ó           | mú | ìwé | wá |
| 他          | 拿 | 書  | 來 |
| 他把書帶了  |    |     |    |

兩個動詞的主詞都理解為第三人稱單數
(iii) 唯一能出現在動詞序列中的各動詞間的句子成份(constituent)，是其中某一個動詞的受詞，且僅有一些具有連動結構的語言能如此，如例(3)所示一般。
(iv)整個結構僅有一個否定詞，如以下巴瑞語的範例所示：
(4)
| hena nihiwawaka nu-tšereka nu-yaka-u abi |               |               |                      |     |
| hena                                     | nihiwawaka    | nu-tšereka    | nu-yaka-u            | abi |
| 不                                       | 一人稱單數:去 | 一人稱單數-說 | 一人稱單數-家長-陰性 | 與  |
| 我沒去和我媽說                           |               |               |                      |     |

(v) 連動結構中每個成份的時態/語體/語氣之類等不彼此獨立。這種標記或相同，或相關，或單由所有動詞共享的標記。(就如其共享主詞一般。)

## 和复合动词的不同處
連動結構通常和复合动词有所區別：
- 連動結構將數個動作(這些動作經常但不總是接續發生的)給「堆疊」在一個單一的句子中。像埃維語的trɔ dzo(意即「轉身離開」，直譯為「轉、離開」)和印地語的\ फ़ोन उठा-कर कहा (fon uṭhā-kar kahā)(意即「拿起電話說」，直譯為「電話、拾起-CONJPART、說.過去時)等皆為其例。在漢語和許多東南亞語言中，第一個及物動詞的直接受詞常會是第二個動詞的主詞，像在「胡安咬死了卡黑洛斯」這句中，「卡黑洛斯」是「咬」這個動詞的直接受詞，也同時是「死」這個動詞的主詞，若把此句中的每個字都換成印地語相對應的字的話，則聽者會認為死的是「胡安」，而非「卡黑洛斯」。

- 在复合动词(Compound verb，又稱「複謂語(complex predicate)」) 中，第一個動詞提供主要的語義和論元(argument)的結構，而第二個動詞，也就是常稱為「功能动词」的動詞，則提供輔助的說明並帶有詞形變化。其主動詞經常會處於連結分詞(conjunctive participle)形(或如印地語與旁遮普語般，處於沒有任何詞形變化詞綴的詞幹形)。

像例如印地語的सत्तू खा लिया (sattū khā-liyā)(意即「吃光sattu飯」，直譯為「炒穀、吃-拿了」)和 बच्चे.को खा-डाला (bacce.ko khā-ḍālā)(意即「吞食小孩」(暴力或不想要的動作)，直譯為「小孩、吃-丟了」)皆為其例，在上述印地語的範例中，खा (khā)是主動詞，而 लिया (liyā)(意即「拿了」) 和डाला (ḍālā)(意即「丟了」)則是其功能動詞。
連動結構和复合动词的不同處在於前者用不只一個動詞來表達不只一個動作，而後者用不只一個動詞來表達一個動作。复合动词在印地語和旁遮普語等一些印度-雅利安语支的語言當中非常常見，它們在其他的一些印度-雅利安语支較少見，同時复合动词亦可見於达罗毗荼语系的語言、突厥語族的語言、韓語、日語、一些藏缅语族的語言、一些東北高加索語支(Northeast Caucasian languages)的語言和奇曲瓦語，一種克丘亞語系的語言)中；連動結構可見於上述所有的語言，且可見於漢語、孟高棉语族的一些語言、壯侗語族的一些語言、克瓦語族的一些語言，和許多的皮欽語和克里奧爾語中。(可見V·S·奈波爾所用的千里達話的序列動詞如insure-and-burn和choke-'n'-rob等)

## 其他的一些範例

### 漢語
王一和张二坐地铁从罗湖到南山买电脑。

### 埃維語
Jennifer trɔ dzo kpoo
直譯：珍妮佛、轉-PERF、離-PERF、安靜地
珍妮佛安靜地轉身離開

### 日語
日語中第一個動詞處於連用形（連用形 ren'yōkei）：
 （oshitōru，意即「推過」），其由（意即「推」，變化自）和（意即「通過」）所構成。
 （tobikomu，意即「投入」, jump in），其由（意即「跳」，變化自）和（意即「進入」）所構成。
 （dekiagaru，意即「完成」），其由（意即「成、可以」）和（意即「上、升、得」）所構成。
沒有其他的動詞論元可出現在這些動詞詞組的中間。
有時第一個成份會處於「て形」，如下所示：
 （意即「開（不及物動詞）」） →  （意即「開著」）
連動結構亦可用於將任何多的動詞給串在一起，這常用於表達致使或時序的關係。以下是來自宫崎骏的《幽灵公主》的兩個例子：
 （意即「我跟他到這裡」，直譯為「我跟隨他的足跡而來」），在此「跟」 （辿る）與「來」（来る）的動作是同時發生的。
 （意即「嚥下其怨恨死去的死者」） ，此處之のんで處於「て形」，其變化自（意即「喝」），並用以表示此動作是發生於（意即「死了」）這動作之前的。
第二個動詞亦可有自己的論元，而這使得連動結構成了連結整個句子的一種方式。

## 注意
儘管這現象有些常見，目前對於連動結構好的解析方法沒有一定的共識，而這也是目前語法學家所爭執的事物之一。
就如塔勒曼(Tallerman) (1998)所指出的，連動結構對英語使用者而言，並非完全陌生的，它出現於一些自早期現代英語留存下來的用法中，像Let's go eat.(意即「讓我們去吃」)即其一例。

## 參照
1. 1 2 3 4 5 6 7  Tallerman, M. (1998). Understanding Syntax. London: Arnold, pp.79–81.

## 外部連結
- Akan.org Teleteaching course, serial verbs subsection （页面存档备份，存于）
- SIL LinguaLink on Serial Verbs （页面存档备份，存于）